# Ніп
Ніп (фр. Nippes, гаїт. креол. Nip) один з 10 департаментів Гаїті. Утворений у 2003 році в результаті виділення з департаменту Гранд-Анс. Розташований на південному заході країни, на північному узбережжі півострова Тибурон. Площа — 1 267,8 км², населення — 311 497 осіб (в т. ч .: міське — 51 111 чол., сільське — 260 386 чол .; станом на 2009 рік). Адміністративний центр — місто Мірагоан.

## Округи і комуни
Департамент поділяється на 3 округи та на 11 комун:
- Анс-а-Во
  - Анс-а-Во (Anse-à-Veau)
  - Арно (Arnaud)
  - Л'Азіль (L'Asile)
  - Петі-Тху-де-Ніп (Petit-Trou-de-Nippes)
  - Плезанс-дю-Сюд (Plaisance-du-Sud)
- Бараде
  - Бараде (Baradères)
  - Гран-Букан (Grand-Boucan)
- Мірагоан
  - Мірагоан (Miragoâne)
  - Фон-де-Нег (Fonds-des-Nègres)
  - Паян (Paillant)
  - Петіт-Рив'єр-де-Ніп (Petite-Rivière-de-Nippes)